# Visnum-Kil-mästaren
Visnum-Kil-mästaren är ett anonymnamn på den bildhuggare som utfört en biskopsstaty för Visnums-Kils kyrka i Värmland.
På 1200-talets mitt utförde Visnum-Kil-mästaren en biskopsstaty i aspträ som troligen föreställer S:t Nikolaus för kyrkan, statyn flyttades 1915 till Statens historiska museum i Stockholm. Statyn framställer den sittande biskopen på en tronstol prydd med djurtassar som fötter. Sidostyckena på stolen består av lyftande djurhuvuden under en baldakin med en tinnad treklöverbåge. Biskopen lyfter välsignande sin högra hand, den vänstra armen som är lyft till axelhöjd har troligen varit försett med ett kors. Dorsalen som bär rester av ett gångjärn är tillverkat av furu medan framsidan av dräktens utformning är av ornamental karaktär med upprepade V-former i låg relief från bröstet upp till halsen. Även benen har en V-formad veckbildning medan ärmarna faller i en rik vertikal drapering. Biskopens frontala, rakryggade hållning understrykes av det skäggprydda ansiktets regelbundna linjer som även återkommer i mitran. Hela statyn andas liv och man utgår från att dess skapare måste ha varit en konstnär av format. Huruvida det är en svensk eller norsk bildhuggare som är upphovsman till statyn är oklart men den har vissa drag som återfinns i engelsk bildhuggarkonst från 1200-talet. En forskare ha framfört teorin att den är utförd av norske bildhuggaren Balkeskolen eller hans engelska läromästare. 